# Œil électronique
 (octobre 2017).
Si vous disposez d'ouvrages ou d'articles de référence ou si vous connaissez des sites web de qualité traitant du thème abordé ici, merci de compléter l'article en donnant les références utiles à sa vérifiabilité et en les liant à la section « Notes et références ».

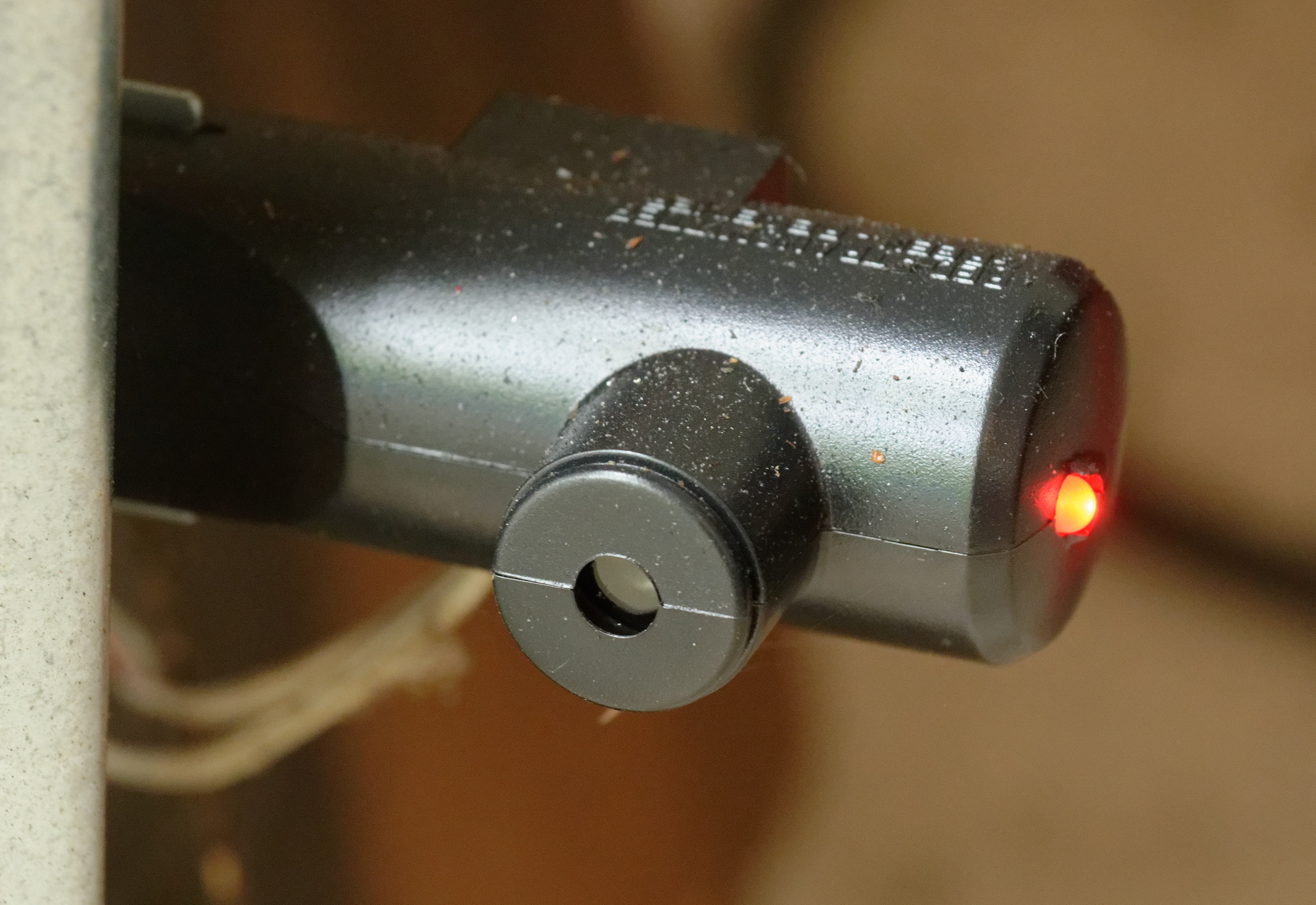
Oeil électronique pour l'ouvre-porte de garage.

L’œil électronique est un instrument qui rend possible l'analyse visuelle des formes et des couleurs.
La palatabilité d'un produit est essentielle pour les industriels de l'agroalimentaire car elle définit le plaisir à manger, faisant intervenir de nombreux sens. Parmi ceux-là, la vue est un sens qui intervient probablement en premier dans l'envie de déguster un produit : par l'intermédiaire des couleurs, de la forme, nous pouvons avoir l'envie de manger, et ce même à distance. Ainsi, il est important d'avoir un standard visuel pour s'assurer de cette palatabilité constante auprès des consommateurs. 

## Principe de fonctionnement
Plusieurs parties constituent l'analyseur visuel : premièrement une boîte présentant des plateaux lumineux s'assure de contrôler la luminosité interne de l'appareil. Les échantillons solides y sont placés afin de réaliser la mesure. L’analyseur visuel est surtout constitué d'une caméra réalisant des photographies des surfaces à analyser. 
Un traitement des images enregistrées conduit à la reconnaissance des couleurs présentent ainsi que des formes des produits contrôlés. 

## Domaines d'applications
Les applications de l'analyseur visuel sont nécessaires dans de nombreux secteurs d'activité avec principalement l'agroalimentaire, mais aussi les cosmétiques, l'industrie pharmaceutique, etc. Les intérêts sont multiples :
- Garantir un aspect conforme aux références déterminées pour le service d'Assurance Qualité
- Assurer la qualité visuelle standard sur plusieurs sites de production
- Etudier l'impact du vieillissement du produit ou ses conditions de stockage sur son apparence
- Développer des produits par rapport à ceux de la concurrence (benchmarking)
- Déceler un défaut visuel, etc.

## Articles liés
- Colorimétrie
- Nez électronique
- Langue électronique